# 娘庙山遗址
娘庙山遗址，位于中国吉林省伊通县景台镇娘庙山村，为一个省级文物保护单位，类型为古遗址，公布时间为2007年5月31日。该文物保护单位由伊通县文管所管理。
娘庙山遗址的历史年代为青铜。